# Gerhard Klippstein
Gerhard Klippstein (* 12. Juli 1945 in Mannheim; † 31. Dezember 2009 in Bielefeld) war ein deutscher Kommunalpolitiker (SPD) und Wirtschaftswissenschaftler.

## Leben
Klippstein wuchs in Mannheim auf und absolvierte an der dortigen Wirtschaftshochschule (heute Universität Mannheim) ein Studium der Wirtschaftswissenschaften mit dem Abschluss Diplom-Volkswirt. Anschließend studierte er an der Berufspädagogischen Hochschule Stuttgart Berufspädagogik und wurde zum Dr. rer. pol. promoviert. Im höheren Schuldienst war er später am Studienseminar und am Carl-Severing-Berufskolleg in Bielefeld tätig.
1970 trat Klippstein in die SPD ein. 1972 zog er nach Herford, wo er 1975 zum Stadtverbandsvorsitzenden seiner Partei und in den Stadtrat gewählt wurde. 1984 wurde er vom Rat zum Bürgermeister gewählt, 1989 und 1994 wiedergewählt. Ab 1994 war er der erste hauptamtliche Bürgermeister Herfords. 1999 unterlag er Thomas Gabriel (CDU) in der ersten Bürgermeister-Direktwahl.
2000 wurde Klippstein Professor für Wirtschaftswissenschaften an der neu gegründeten Fachhochschule des Mittelstands in Bielefeld, wo er 2003 zum ersten Rektor ernannt wurde. In diesem Amt blieb er bis zu seinem Tod 2009.